# Nicoletta Orsomando
Nicolina Orsomando, cunoscută ca Nicoletta Orsomando (n. 11 ianuarie 1929, Casapulla, Campania, Italia – d. 21 august 2021, Roma, Italia), a fost o prezentatoare de televiziune italiană. 